# Fußball-Europameisterschaft der Frauen 1984
Die Fußball-Europameisterschaft der Frauen 1984, seinerzeit noch unter der Bezeichnung Europäischer Wettbewerb für Frauenfußball, (englisch: European Competition for  Women’s Football) war die erste Ausspielung der europäischen Kontinentalmeisterschaft im Frauenfußball und wurde vom 8. April bis zum 27. Mai ohne Gastgeberland im reinen K.-o.-System mit Hin- und Rückspiel ausgetragen.
Schweden wurde nach einem Finalgesamtsieg im Elfmeterschießen gegen England erster Europameister im Frauenfußball.

## Qualifikation
Die deutsche Fußballnationalmannschaft der Frauen scheiterte in der Qualifikationsgruppe 4. Das Team spielte gegen Dänemark 1:1 und 0:1, gegen die Niederlande 1:1 und 2:2 sowie gegen Belgien zweimal 1:1.
Schließlich qualifizierten sich folgende vier Mannschaften für die Finalrunde:
- Dänemark
- England
- Italien
- Schweden

## Finalrunde

### Halbfinale
| Datum                       |          | Ergebnis |          |
| --------------------------- | -------- | -------- | -------- |
| 8. April 1984 in Crewe      | England  | 2:1      | Dänemark |
| 28. April 1984 in Hjørring  | Dänemark | 0:1      | England  |
| Gesamt:                     | England  | 3:1      | Dänemark |
|                             |          |          |          |
| 8. April 1984 in Rom        | Italien  | 2:3      | Schweden |
| 28. April 1984 in Linköping | Schweden | 2:1      | Italien  |
| Gesamt:                     | Italien  | 3:5      | Schweden |

### Finale
| Datum                    |          | Ergebnis        |          |
| ------------------------ | -------- | --------------- | -------- |
| 12. Mai 1984 in Göteborg | Schweden | 1:0             | England  |
| 27. Mai 1984 in Luton    | England  | 1:0             | Schweden |
| Gesamt:                  | Schweden | 1:1 (4:3 i. E.) | England  |

Es wurde keine Verlängerung gespielt.

## Schiedsrichter
- Kevin O’Sullivan (Halbfinale 1, Hinspiel)
- Werner Föckler (Halbfinale 1, Rückspiel)
- Kaj Natri (Halbfinale 2, Hinspiel)
- Rolf Haugen (Halbfinale 2, Rückspiel)
- Cees Bakker (Finale, Hinspiel)
- Ignace Goris (Finale, Rückspiel)